# William Lawrence Bragg
Pour les articles homonymes, voir William Bragg et Bragg.
William Lawrence Bragg (né le 31 mars 1890 à Adélaïde (Australie) et mort le 1er juillet 1971 à Waldringford (Ipswich), Angleterre) est un physicien australien. 
Il a reçu, conjointement avec son père, Sir William Henry Bragg, le prix Nobel de physique de 1915 « pour leurs travaux d'analyse des structures cristallines à l'aide des rayons X ».

## Biographie
William Lawrence Bragg est né à Adélaïde en Australie. Il a vite montré un grand intérêt pour la science. Son père, William Henry Bragg, était professeur de mathématiques et de physique à l'université d'Adélaïde. À 5 ans, William Lawrence fit une chute de tricycle et se cassa le bras. Son père, qui avait pris connaissance des expériences de Röntgen en Europe, a alors utilisé les rayons X récemment découverts pour examiner le bras cassé. Ce fut le premier usage chirurgical avéré des rayons X en Australie.
William Lawrence Bragg était un bon étudiant. En 1904, à l'âge de 15 ans, il entre à l'université d'Adélaïde pour étudier les mathématiques, la chimie et la physique. En 1908, son père accepte un travail à l'université de Leeds et toute la famille retourne en Angleterre. Il entre à Trinity College à Cambridge à l'automne 1909. Après des débuts prometteurs en mathématiques, il se tourne vers les cours de physique les années suivantes.
William Lawrence est plus connu pour sa loi sur la diffraction des rayons X par les cristaux. La loi de Bragg permet de calculer la position des atomes dans un cristal en utilisant la façon dont ce réseau cristallin diffracte les rayons X. Il fait cette découverte en 1912, durant sa première année comme étudiant chercheur à Cambridge. Il discute de ses idées avec son père, qui travaille sur le développement du spectromètre à rayons X à Leeds. Cet outil permet d'analyser de nombreux types de cristaux. La collaboration entre le père et le fils conduit rapidement à faire croire que le père est à l'origine de ces développements, ce qui mécontente le fils.
Le travail de recherche de William Lawrence est interrompu par la Première Guerre mondiale et par la Seconde Guerre mondiale. Pendant ces deux guerres, il travaille sur des méthodes de localisation des fusils ennemis par le son. À l'automne 1915, son frère Robert est tué. À peu près au même moment, il apprend qu'il est devenu le plus jeune lauréat d'un prix Nobel de physique et même le plus jeune lauréat d'un prix Nobel, toutes catégories confondues (il a 25 ans).
Entre les deux guerres, de 1919 à 1937, il travaille à l'université Victoria de Manchester comme professeur de physique. Il se marie en 1921 avec Alice Hopkinson (1899-1989). Il est anobli en 1941. Après la Seconde Guerre mondiale, il retourne à Cambridge, décidant alors de la dispersion du Laboratoire Cavendish en groupes de recherche plus petits. En 1948, William Lawrence s'intéresse à la structure des protéines. Bien qu'il n'ait pas joué de rôle dans la découverte de la structure de l'ADN en 1953, James Watson reconnaît que la méthode des rayons X développée quarante ans plus tôt par Bragg a permis cette découverte. William Lawrence est également président de l'union internationale de cristallographie de 1948 à 1951.
En avril 1953, William Lawrence accepte le poste de professeur résident à la Royal Institution de Londres. Il propose que la Royal Institution se rapproche du public, et suggère la mise en place de conférences pour montrer des expériences aux enfants. L'idée est reçue avec enthousiasme et vingt mille enfants assistent à ces conférences en 1965. Il travaillé à la Royal Institution jusqu'à sa retraite en 1966.
William Lawrence Bragg aimait la peinture, la littérature et le jardinage. Outre le prix Nobel, il a reçu la médaille Copley, la médaille Hughes et la médaille Royale de la Royal Society. Il a été fait Officier de l'ordre de l'Empire britannique (OBE) le 15 mars 1918, chevalier le 31 décembre 1940 et membre de l'ordre des compagnons d'honneur (CH) le 1er janvier 1967.
Il est mort le 1er juillet 1971 dans un hôpital près de son domicile à Waldringford (Ipswich). Son épouse Alice est décédée en 1989.

## Travaux
- La loi de Bragg est une loi empirique, relative à la diffraction des rayons X, qui s'exprime sous la forme 2d sin a = nλ, où d est la distance entre deux plans atomiques du cristal, λ la longueur d'onde de la lumière incidente, a l'angle d'incidence du faisceau lumineux et n un ordre de diffraction (n = 0, ± 1, ± 2…).
- La courbe d'ionisation spécifique de Bragg représente la variation du nombre de paires d'ions créées par une particule lourde le long de sa trajectoire, en fonction de sa distance de pénétration dans un milieu donné.

#### Bases de données et dictionnaires
- Ressources relatives à la recherche :   - Académie royale de Belgique
  - La France savante
  - Mathematics Genealogy Project
  - Scopus
- Ressources relatives aux beaux-arts :   - Bridgeman Art Library
  - National Portrait Gallery
- Notices dans des dictionnaires ou encyclopédies généralistes :   - Australian Dictionary of Biography
  - Britannica
  - Brockhaus
  - Den Store Danske Encyklopædi
  - Deutsche Biographie
  - Gran Enciclopèdia Catalana
  - Hrvatska Enciklopedija
  - Internetowa encyklopedia PWN
  - Nationalencyklopedin
  - Munzinger
  - Oxford Dictionary of National Biography
  - Proleksis enciklopedija
  - Store norske leksikon
  - Treccani
  - Universalis
  - Visuotinė lietuvių enciklopedija
- Notices d'autorité :   - VIAF
  - ISNI
  - BnF (données)
  - IdRef
  - LCCN
  - GND
  - Italie
  - Japon
  - CiNii
  - Pays-Bas
  - Pologne
  - Israël
  - NUKAT
  - Catalogne
  - Suède
  - Australie
  - Norvège
  - Tchéquie
  - WorldCat